# David Koechner
David Michael Koechner, född 24 augusti 1962 i Tipton, Missouri, USA, är en amerikansk skådespelare.

## Filmografi (urval)
- 1997 – Wag the Dog
- 1998 – Dirty Work
- 1999 – Austin Powers: The Spy Who Shagged Me
- 1999 – Man on the Moon
- 2000 – Nollor och nördar (TV-serie) (avsnittet "Carded and Discarded")
- 2000 – Whatever It Takes
- 2002 – Run Ronnie Run
- 2002 – Life Without Dick
- 2002 – The Third Wheel
- 2002 – Waking Up in Reno
- 2003 – A Guy Thing
- 2004 – Anchorman
- 2005 – The Dukes of Hazzard
- 2005 – The 40-Year-Old Virgin
- 2005 – Thank You for Smoking
- 2005 – Dina, mina och våra
- 2006 – Talladega Nights: The Ballad of Ricky Bobby
- 2006 – Bondgården
- 2006 – Snakes on a Plane
- 2006 – Let's Go to Prison
- 2006 – Unaccompanied Minors
- 2007 – Reno 911!: Miami
- 2007 – Balls of Fury
- 2007 – The Comebacks
- 2008 – Semi-Pro
- 2008 – Drillbit Taylor
- 2008 – Get Smart
- 2008 – Sex Drive
- 2009 – My One and Only
- 2009 – The Perfect Game
- 2009 – The Goods: Live Hard, Sell Hard
- 2009 – Extract
- 2011 – Paul
- 2011 – A Good Old Fashioned Orgy
- 2011 – Final Destination 5
- 2012 – Small Apartments
- 2012 – Piranha 3DD
- 2012 – Hit and Run
- 2013 – A Haunted House
- 2013 – Mitt liv med Liberace
- 2013 – Anchorman 2
- 2019 – Bless this Mess (TV-serie)